# Andorra a 2018. évi téli olimpiai játékokon
Andorra a dél-koreai Phjongcshangban megrendezett 2018. évi téli olimpiai játékok egyik részt vevő nemzete volt. Az országot az olimpián 3 sportágban 5 sportoló képviselte, akik érmet nem szereztek.

## Alpesisí
Férfi
| Versenyző          | Versenyszám            | 1. futam | 1. futam | 2. futam      | 2. futam      | Összesítés    | Összesítés    |
| Versenyző          | Versenyszám            | Idő      | Hely.    | Idő           | Hely.         | Idő           | Helyezés      |
| ------------------ | ---------------------- | -------- | -------- | ------------- | ------------- | ------------- | ------------- |
| Marc Oliveras      | Lesiklás               |          |          |               |               | nem ért célba | nem ért célba |
| Marc Oliveras      | Szuperóriás-műlesiklás |          |          |               |               | 1:27,84       | 33.           |
| Joan Verdu Sanchez | Óriás-műlesiklás       | 1:12,06  | 33.      | nem ért célba | nem ért célba | kiesett       | kiesett       |
| Joan Verdu Sanchez | Lesiklás               |          |          |               |               | 1:44,65       | 37.           |
| Joan Verdu Sanchez | Szuperóriás-műlesiklás |          |          |               |               | 1:26,86       | 28.           |

| Versenyző          | Versenyszám | Lesiklás | Lesiklás | Műlesiklás | Műlesiklás | Összesítés | Összesítés |
| Versenyző          | Versenyszám | Idő      | Hely.    | Idő        | Hely.      | Idő        | Helyezés   |
| ------------------ | ----------- | -------- | -------- | ---------- | ---------- | ---------- | ---------- |
| Marc Oliveras      | Összetett   | 1:21,67  | 31.      | 52,97      | 30.        | 2:14,64    | 29.        |
| Joan Verdu Sanchez | Összetett   | 1:23,01  | 50.      | 49,53      | 21.        | 2:12,54    | 27.        |

Női
| Versenyző        | Versenyszám | 1. futam | 1. futam | 2. futam | 2. futam | Összesítés | Összesítés |
| Versenyző        | Versenyszám | Idő      | Hely.    | Idő      | Hely.    | Idő        | Helyezés   |
| ---------------- | ----------- | -------- | -------- | -------- | -------- | ---------- | ---------- |
| Mireia Gutiérrez | Műlesiklás  | 53,22    | 34.      | 52,84    | 31.      | 1:46:06    | 30.        |

## Sífutás
Távolsági
Férfi
| Versenyző               | Versenyszám | Klasszikus | Klasszikus | Szabad  | Szabad | Összesen  | Összesen |
| Versenyző               | Versenyszám | Idő        | Hely.      | Idő     | Hely.  | Idő       | Helyezés |
| ----------------------- | ----------- | ---------- | ---------- | ------- | ------ | --------- | -------- |
| Irineu Esteve Altimiras | 15 km       |            |            |         |        | 35:40,7   | 26.      |
| Irineu Esteve Altimiras | 30 km       | 43:16,5    | 45.        | 38:31,2 | 46.    | 1:21:47,7 | 46.      |
| Irineu Esteve Altimiras | 50 km       |            |            |         |        | 2:19:08,3 | 32.      |

## Snowboard
Snowboard cross
| Versenyző           | Versenyszám | Selejtező | Selejtező | Selejtező | Selejtező | Selejtező     | Selejtező | Nyolcaddöntő | Negyeddöntő | Elődöntő | Döntő    | Helyezés |
| Versenyző           | Versenyszám | 1. futam  | 1. futam  | 2. futam  | 2. futam  | Jobb eredmény | Kiemelés  | Nyolcaddöntő | Negyeddöntő | Elődöntő | Döntő    | Helyezés |
| Versenyző           | Versenyszám | Idő       | Hely.     | Idő       | Hely.     | Jobb eredmény | Kiemelés  | Helyezés     | Helyezés    | Helyezés | Helyezés | Helyezés |
| ------------------- | ----------- | --------- | --------- | --------- | --------- | ------------- | --------- | ------------ | ----------- | -------- | -------- | -------- |
| Lluis Marin Tarroch | Férfi       | 1:15,47   | 26.       | 1:15,37   | 6.        | 1:15,37       | 30.       | 5.           | kiesett     | kiesett  | kiesett  | 34.      |